# スタッド・ジェルマン・コマルモン
スタッド・ジェルマン・コマルモン（フランス語: Stade Germain Comarmond）は、モーリシャス共和国ブラックリバー県バンブースにある多目的競技場。主にサッカーと陸上競技に利用されている。収容人数は約5,000人。2001年に開場したとする資料が多いが、モーリシャススポーツ協議会は2003年8月21日に開設されたとしている。
モーリシャス国内でも設備が整った競技場であるため、サッカーでは地域のクラブチームやモーリシャス代表が利用している。具体的には、モーリシャスのU17・U20代表、プティット・リヴィエール・ノワールSC、バンブース・エトアール・ドゥ・ルエストSCがホームスタジアムとしている。陸上競技では2006年にアフリカ陸上競技選手権大会の、2009年と2013年にはアフリカジュニア陸上競技選手権大会の会場となった。2009年大会ではキャスター・セメンヤが女子800mで大会新記録、南アフリカ新記録、当季世界最高記録をマークし、注目された。
毎日午前6時に開場し、市民がジョギングをすることができる。閉場は平日と土曜日が午後10時、日曜日が午後6時で、団体によって利用できる時間帯が決まっている。